# ISO/IEC 17025
A ISO/IEC 17025, Requisitos gerais para a competência de laboratórios de ensaio e calibração (General requirements for the competence of testing and calibration laboratories), é a referência internacional para laboratórios de ensaio e calibração que desejam demonstrar sua capacidade e competência técnica para fornecer resultados confiáveis e válidos, promovendo, assim, a confiança em seu trabalho, nacional e internacionalmente. Também ajuda a facilitar a cooperação entre laboratórios e outros órgãos, gerando uma aceitação mais ampla dos resultados entre os países. Os relatórios e certificados podem ser aceitos de um país para outro sem a necessidade de mais testes, o que, por sua vez, melhora o comércio internacional 
Originalmente conhecida como ISO/IEC Guide 25 (primeira versão de 1979 e última de 1993), a ISO/IEC 17025 foi emitida inicialmente pela Organização Internacional de Padronização em 1999. Em 2005 houve uma atualização e, uma nova versão da norma foi publicada pela ISO (Internacional Organization for Standardization) e pela IEC (International Electrotechnical Commission) sob a gestão do Comitê ISO de Avaliação de Conformidade (ISO Committee on Conformity assessment (ISO/CASCO)). Em 2017 foi revisada novamente para atualizar seu conteúdo e atender melhor os laboratórios que a utilizam. A ISO/IEC 17025 foi desenvolvida por especialistas de laboratório de todo o mundo, juntamente com 18 organizações, como o ILAC (International Laboratory Accreditation Cooperation) e muitas associações que representam laboratórios ,,. Outras informações sobre a história e evolução da norma podem ser consultadas no blog da Consultoria How to Lab. 
Houve três lançamentos: em 1999, 2005 e 2017. As mudanças mais significativas entre as versões de 1999 e 2005 tiveram uma ênfase maior nas responsabilidades da alta administração, requisitos explícitos para a melhoria contínua do próprio sistema de gerenciamento e comunicação com o cliente. Também se alinhou mais estreitamente com a versão 2000 da ISO 9001. A versão 2017 aborda fortemente a tecnologia da informação e mentalidade de riscos.

## Aplicação
A ISO/IEC 17025 é útil para qualquer organização que realiza ensaios, amostragem ou calibração e deseja resultados confiáveis. Isso inclui todos os tipos de laboratórios, sejam privados, estatais, industriais ou qualquer outra organização. Também é útil para universidades, centros de pesquisa, governos, reguladores, órgãos de inspeção, organizações de certificação de produtos e outros organismos de avaliação da conformidade (OAC) com a necessidade de realizar ensaios, amostragem ou calibração .

## Publicação
No Brasil a publicação é feita pela Associação Brasileira de Normas Técnicas (ABNT), e a norma ganha o nome ABNT NBR ISO/IEC 17025.  A mais recente edição da norma internacional é de 2017 e a ABNT publicou-a no Brasil em 19/12/2017.
Os laboratórios que desejam demonstrar sua competência devem implantar os requisitos da norma e se submeter à auditoria do acreditador. O órgão no Brasil autorizado a dar tal acreditação é o Inmetro, através da Coordenação Geral de Acreditação - CGCRE.
De Acordo com a consultoria Novofoco, empresa líder em gestão do Rio de Janeiro, outras mudanças envolvem o aumento de escopo para englobar novas áreas,  a diminuição da necessidade de registros em papel e foco na rastreabilidade de dados. Além disso, foi adicionado uma nota sobre a não necessidade de recalcular a incerteza de medição para cada resultado de ensaio quando o mesmo já é conhecido para o ensaio e as condições não se alteram.

## Antiga versão 2005
A versão de 2005 da norma compreende cinco elementos: Referências Normativas, Termos e Definições, Requisitos de Gerenciamento e Requisitos Técnicos. Os Requisitos de Gerenciamento estão relacionados principalmente à operação e eficácia do sistema de gerenciamento da qualidade dentro do laboratório. Os Requisitos Técnicos incluem fatores que determinam a correção e a confiabilidade dos testes e calibrações realizados no laboratório.
A versão da ISO/IEC 17025 modificou essa estrutura para Escopo, Referências Normativas, Termos e Definições, Requisitos Gerais, Requisitos Estruturais, Requisitos de Recursos, Requisitos de Processos e Requisitos de Sistema de Gerenciamento. Os Requisitos Gerais e os Requisitos Estruturais estão relacionados à organização do próprio laboratório. Os Requisitos de Estrutura citam os problemas relacionados às pessoas, instalações e outras organizações usadas pelo laboratório para produzir seus resultados tecnicamente válidos. Os Requisitos do Processo são o coração desta versão do padrão na descrição das atividades para garantir que os resultados sejam baseados na ciência aceita e voltados para a validade técnica. Requisitos de Sistema de Gerenciamento são as medidas tomadas pela organização para fornecer ferramentas de sistema de gerenciamento de qualidade para apoiar o trabalho de seu pessoal na produção de resultados tecnicamente válidos.

## Estrutura da norma versão 2005
A ISO/IEC 17025 tem a parte de "Requisitos da Direção", muito similar à norma ISO 9001, e a parte de "Requisitos Técnicos". Os "Requisitos Técnicos" trazem obrigatoriedades como uso de padrões e calibração de equipamentos que conferem à norma 17025 seu grande diferencial em relação a outras normas. Um laboratório acreditado pelo 17025 é considerado competente e seu resultado é aceito como verdadeiro.
A norma é composta de:
- Prefácio
- Introdução

- I Objetivo

- 2 Referências normativas
- 3 Termos e definições
- 4 Requisitos da direção
  - 4.1 Organização
  - 4.2 Sistema de gestão
  - 4.3 Controle de documentos
  - 4.4 Análise crítica de pedidos, propostas e contratos
  - 4.5 Subcontratação de ensaios e calibrações
  - 4.6 Aquisição de serviços e suprimentos
  - 4.7 Atendimento ao cliente
  - 4.8 Reclamações
  - 4.9 Controle de trabalhos de ensaio elou calibração não-conforme
  - 4.10 Melhoria
  - 4.11 Ação corretiva
  - 4.12 Ação preventiva
  - 4.13 Controle de registros
  - 4.14 Auditorias internas
  - 4.15 Análise crítica pela direção
- 5 Requisitos técnicos
  - 5.1 Generalidades
  - 5.2 Pessoal
  - 5.3 Acomodações e condições ambientais
  - 5.4 Métodos de ensaio e calibração e validação de métodos
  - 5.5 Equipamentos
  - 5.6 Rastreabilidade de medição
  - 5.7 Amostragem
  - 5.8 Manuseio de itens de ensaio e calibração
  - 5.9 Garantia da qualidade de resultados de ensaio e calibração
  - 5.10 Apresentação de resultados

## Atualização 2017
A última versão da ISO/IEC 17025 foi publicada em 2005 e, desde então, as condições e a tecnologia do mercado mudaram. A nova versão cobre mudanças técnicas, vocabulário e desenvolvimentos nas técnicas de tecnologia da informação. Também leva em consideração a versão mais recente da ISO 9001.
ESTRUTURA DA ISO/IEC 17025:2017
A norma é composta de:
- Prefácio
- Introdução
- 1. Escopo
- 2 Referências normativas
- 3 Termos e definições
- 4 Requisitos Gerais
- 4.1 Imparcialidade
- 4.2 Confidencialidade
- 5 Requisitos de Estrutura
- 6 Requisitos de Recursos
- 6.1 Generalidades
- 6.2 Pessoal
- 6.3 Instalações e Condições Ambientais
- 6.4 Equipamentos
- 6.5 Rastreabilidade Metrológica
- 6.6 Produtos e serviços providos externamente
- 7 Requisitos de Processo
- 7.1 Análise crítica de pedidos, propostas e contratos
- 7.2 Seleção, verificação e validação de métodos
- 7.3 Amostragem
- 7.4 Manuseio de itens de ensaio ou calibração
- 7.5 Registros técnicos
- 7.6 Avaliação da incerteza de medição
- 7.7 Garantia da validade dos resultados
- 7.8 Relato de resultados
- 7.9 Reclamações
- 7.10 Trabalho não conforme
- 7.11 Controle de dados e gestão da informação
- 8 Requisitos do Sistema de Gestão
- 8.1 Opções
- 8.2 Documentação do sistema de Gestão (Opção A)
- 8.3 Controle de documentos do sistema de gestão (Opção A)
- 8.4 Controle de registros (Opção A)
- 8.5 Ações para abordar riscos e oportunidades (Opção A)
- 8.6 Melhorias (Opção A)
- 8.7 Ação corretiva (Opção A)
- 8.8 Auditorias Internas (Opção A)
- 8.9 Análises Críticas pela gerência (Opção A)
- Anexo A – Rastreabilidade metrológica
- Anexo B – Opções para o sistema de gestão
- Bibliografia

## Principais mudanças
- A ISO/IEC 17025 leva em consideração as novas formas de trabalho dos laboratórios atualmente.
- As alterações mais substanciais são as seguintes:
- O escopo foi revisado para abranger todas as atividades do laboratório, incluindo ensaios, calibração e amostragem associadas a calibrações e ensaios subsequentes. Foco no processo!
- Uma nova estrutura foi adotada seguindo normas de avaliação de conformidade existentes, como a série ISO/IEC 17000.
- A abordagem do processo agora corresponde à das normas mais recentes, como ISO 9001 (gerenciamento de qualidade), ISO 15189 (laboratórios clínicos) e a série ISO/IEC 17000 (atividades de avaliação de conformidade), enfatizando os resultados de um processo em vez da descrição detalhada de suas tarefas e etapas.
- A norma tem um foco mais forte nas tecnologias da informação. Em reconhecimento ao fato de que manuais, registros e relatórios impressos estão sendo gradualmente eliminados em favor das versões eletrônicas, ela incorpora o uso de sistemas de computadores, registros eletrônicos e a produção de resultados e relatórios eletrônicos.
- Uma nova seção foi adicionada, introduzindo o conceito de pensamento baseado em risco e descreve os pontos em comum com a nova versão da ISO 9001: 2015, Sistemas de gestão da qualidade.
- A terminologia foi atualizada. Os exemplos incluem alterações no Vocabulário Internacional de Metrologia (VIM) e alinhamento com a terminologia ISO/IEC, que possui um conjunto de termos e definições comuns para todos os padrões dedicados à avaliação de conformidade.
- Assume textos obrigatórios para Normas do ISO CASCO (em imparcialidade, confidencialidade, reclamações, opção A e B do sistema de gestão).
- Utiliza textos da ISO 9001:2015 (8 requisitos do Sistema de Gestão e em 6.6 Produtos e serviços providos externamente - novo termo – antigo aquisição e subcontratação).
- Algumas políticas específicas podem ser eliminadas e para alguns requisitos não há exigência de procedimentos, porém há um foco maior em como os registros gerados serão controlados.
- Possui anexos que propõem duas opções de estruturar o sistema de gestão do laboratório.

## Documentos necessários para implementação
Como todo sistema de gestão, os documentos devem ser escritos e gerenciados. É comum que se tenha um Manual da Qualidade (apesar de não ser mais obrigatório, o laboratório pode optar por mantê-lo ou elaborá-lo). Acesse o link da consultoria How to Lab para ter acesso a um modelo de Manual.
Procedimentos de Gestão, Procedimentos Técnicos, Instruções de Equipamentos e Formulários e/ou planilhas para registros das atividades são normalmente utilizados.
Antes de solicitar a acreditação, o Laboratório deve se certificar que seu sistema de gestão da qualidade está implementado e cumpre com o requerido pela Coordenação Geral de Acreditação (Cgcre) do Instituto Nacional de Metrologia, Qualidade e Tecnologia - Inmetro, que significa, entre outros aspectos:
a) ter sido concluído pelo menos um ciclo de auditoria interna (que tenha abrangido todos os elementos do sistema de gestão, incluindo o acompanhamento das atividades de avaliação da conformidade do escopo pretendido para acreditação/extensão).
b) ter sido concluída pelo menos uma análise crítica pela Gerência.
c) ser demonstrada a competência técnica para realizar as atividades de avaliação da conformidade do escopo pretendido, conforme requisitos estabelecidos na NIT-DICLA-026 . "Atividades de Ensaio de Proficiência para a ISO/IEC 17025" 
d) dispor de todos os registros, comprovações e documentos requeridos pela Cgcre, conforme especificado nos formulários de relação de documentos para solicitação de acreditação/extensão (disponíveis no site do Inmetro) .

## Obrigatoriedade
Tanto a implantação da norma quanto a obtenção da acreditação não são obrigatórias, mas alguns órgãos passaram a aceitar relatórios de ensaios analíticos somente de laboratórios acreditados. Este foi o caso da CETESB em 2006 através da Resolução SMA 37, que posteriormente foi revogada pela SMA 90 em 13/11/12 e esta revogada pela SMA 100 em 17/10/13 (em que foi incluída a exigência também para amostragem).
ISO padrão usado para padronização de teste para os laboratórios de ensaio e calibração. Originalmente conhecida por ISO/IEC Guia 25, ISO/IEC 17025 estava inicialmente editado pela Organização Internacional para Padronização de 1999 . Há muitas aspectos comuns com o padrão ISO 9000, porém ISO/IEC 17025 adicionou no conceito de competência para igualdade. E estas aplicações diretamente para estas organizações que testam e calibram. Desde o início da liberdade de publicação, uma segunda edição estava fazendo em 2005 depois da concordância que ele necessitava ter uma qualidade de nomenclatura mais alinhado com a  2000 versão da ISO 9001.
A avaliação inicial consiste de uma visita da equipa de avaliação às instalações objeto da solicitação da acreditação e às instalações associadas, a qual o laboratório pertence, com o objetivo de verificar por meio de evidências objetivas:
a) a implementação do sistema de gestão estabelecido no Manual da Qualidade e na documentação associada, que devem atender aos requisitos da acreditação;
b) a competência técnica do laboratório para realizar os serviços para os quais solicitou a acreditação.
A duração de uma avaliação inicial varia, normalmente, de 02 a 05 dias, sendo que o programa de avaliação é elaborado em função do escopo solicitado, dos tipos de instalações a serem visitadas e da complexidade do sistema de gestão do laboratório ou da organização.
Todos os documentos e registros referentes ao sistema de gestão do laboratório e aos serviços para os quais o laboratório está solicitando a acreditação devem estar disponíveis para a equipe de avaliação. 

## Documentos adicionais necessários para acreditação
Além dos documentos citados acima, o OAC (Organismo de Avaliação da Conformidade, como é denominado os laboratórios pela Cgcre), deve consultar no site do Inmetro  os documentos adicionais a serem seguidos em complementação à 17025:
Documentos Normativos (NIE-CGCRE, NIT-DICLA): que estabelecem regras, diretrizes ou características para atividades ou seus resultados, ou seja, constituem requisitos para a acreditação, sendo a conformidade do laboratório a estes requisitos avaliada em todas as etapas da acreditação.
Documentos Orientativos (DOQ-CGCRE): destinados a guiar e orientar a aplicação de determinada norma ou a realização de uma atividade específica de avaliação da conformidade. Têm por finalidade apenas fornecer informações aos OAC que os auxiliem na implementação dos requisitos de acreditação, não sendo requisitos de implementação obrigatória, porém devem ser considerados.
É recomendado que o laboratório verifique periodicamente no site do Inmetro, as versões atualizadas destes documentos, dado que constantemente são revisados.

## Acreditação
A acreditação é realizada pela Coordenação Geral de Acreditação (Cgcre) do Instituto Nacional de Metrologia, Qualidade e Tecnologia - Inmetro.
É de caráter voluntário e representa o reconhecimento formal da competência de um Organismo de Avaliação da Conformidade (OAC) para desenvolver suas atividades de acordo com requisitos preestabelecidos, no caso, requisitos da ISO/IEC 17025 . A acreditação do OAC é concedida por endereço e por natureza dos serviços.
Segundo o DOQ-CGCRE-020 , Organismos de avaliação da Conformidade são “Organismos que realizam serviços de avaliação da conformidade”. Os laboratórios em geral se enquadram neste termo. Ainda segundo o DOQ-CGCRE-020, a definição de laboratório é toda “Organização ou unidade de uma organização, abrangida por um único sistema de gestão, sob o qual são realizadas atividades de avaliação da conformidade que são objetos da acreditação: ensaios, calibrações, exames ou amostragens, associadas com ensaio ou calibração subsequente”.
Sendo assim, os laboratórios que desejam demonstrar sua competência devem implantar todos os requisitos da norma, demonstrar as evidências de funcionamento e manutenção do seu sistema, e se submeter ao processo de acreditação, onde uma das etapas é a avaliação do laboratório (auditoria) realizada pelo órgão acreditador.
A avaliação no local tem por objetivo verificar por meio de evidências objetivas e de acompanhamento dos serviços registrados no escopo, a implementação do sistema de gestão e a competência técnica do OAC. As evidências constatadas durante as avaliações são registradas em relatório no momento da avaliação.
Uma vez concedida a acreditação o laboratório passará a pertencer a uma das seguintes redes:
Rede Brasileira de Calibração (RBC): Conjunto de laboratórios acreditados pela Cgcre para realizar serviços de calibração de padrões e/ou instrumentos de medição .
Rede Brasileira de Laboratórios de Ensaio (RBLE): é o conjunto de laboratórios acreditados pelo Inmetro para a execução de serviços de ensaio. Aberto a qualquer laboratório, nacional ou estrangeiro, que realize ensaios e atenda aos critérios do Inmetro .

## Modalidades de Acreditação
ABNT NBR ISO/IEC 17020 - Inspeção
ABNT NBR ISO/IEC 17021-1 - Certificação de Sistemas de Gestão
ABNT NBR ISO/IEC 17065 - Certificação de produtos
ABNT NBR ISO/IEC 17024 - Certificação de pessoas
ABNT NBR ISO 14065 - Verificação e Validação de Gases de Efeito Etufa
ABNT NBR ISO/IEC 17025 - Laboratórios de Ensaio e Calibração
ABNT NBR ISO 15189 - Laboratórios de Análises Clínicas
ABNT NBR ISO/IEC 17043 - Provedores de Ensaios de Proficiência (PEP)
ABNT NBR ISO 17034 - Produtores de Material de Referência (PMR)

## Vantagens da Acreditação para Laboratórios
- Conquista e manutenção de mercados;
- Aumento da confiança dos clientes e outras partes interessadas;
- Evidência da competência técnica;
- Reconhecimento e aceitação internacional de suas atividades;
- Eliminação de auditorias de 2ª parte ou outras;
- Aprimoramento técnico.

## Laboratórios que podem solicitar Acreditação
- Oriundos de Organizações Governamentais ou Privadas;
- Nacionais ou Estrangeiros;
- Independentes ou Vinculados a Outras Organizações;
- Realizam Serviços para a Própria Organização ou para Terceiros;
- Independentes do Tamanho.

## Processo de Acreditação
O laboratório deve preparar toda a documentação, seguindo as diretrizes do DOQ-CGRE 001 e da NIT-DICLA 031 e submetê-la à avaliação do Inmetro. Todas as solicitações de acreditação ou de extensão da acreditação devem ocorrer, por meio do Sistema ORQUESTRA . Todos os documentos deverão ser anexados neste sistema online seguindo as orientações dos documentos citados acima e dos formulários da Cgcre FOR-CGCRE 016 ou 017.
Caso algum documento falte ou seja reprovado, o Inmetro poderá dar um prazo para regularização. Após a documentação estar correta o Inmetro irá selecionar uma equipe especialista na área de atuação do OAC, que deverá ser aceita pelo laboratório. O laboratório será avisado das datas da avaliação. Todos os valores referentes a pagamentos relacionados ao processo estão disponíveis em documento normativo da Cgcre.
A avaliação irá determinar por decisão, se será concedida/recomendada a acreditação ao OAC.
Esta recomendação pode ser:
a) Recomendação da acreditação - caso não tenham sido constatadas não conformidades;
b) Recomendação da acreditação, após a confirmação da implementação das ações corretivas - caso tenham sido constatadas não conformidades;
c) Não recomendação da concessão da acreditação – quando a relevância ou quantidade de não conformidades encontradas puser em dúvida a capacidade do OAC em fornecer resultados dos serviços de avaliação da conformidade de forma tecnicamente válida.
Os avaliadores emitem um relatório e o laboratório tem um prazo para resolver as não-conformidades (NCs) detectadas. Caso as NCs sejam muitos graves, o processo de acreditação é negado, nestes casos o OAC tem que se regularizar e iniciar o processo todo novamente.

## Esquema do processo de Acreditação
- Solicitação da Acreditação;
- Análise da solicitação;
- Preparação para a avaliação - Análise da documentação e formação da equipe;
- Avaliação;
- Decisão da Acreditação;
- Formalização.